# Barbatus (Cognomen)
Barbatus (lateinisch: „der Bärtige“) ist ein römisches Cognomen, das unter anderem bei den gentes Cornelia, Horatia, Quinctia und Valeria verbreitet war. Bei den gentes Horatia und Quinctia war es ein Familienname.

## Namensträger
- Lucius Cornelius Scipio Barbatus, römischer Konsul 298 v. Chr.
- Lucius Horatius Barbatus, Militärtribun 435 v. Chr.
- Marcus Horatius Barbatus, römischer Konsul 449 v. Chr.
- Marcus Valerius Messala Barbatus, Vater der Valeria Messalina, um die Zeitenwende
- Titus Quinctius Capitolinus Barbatus, sechsmaliger römischer Konsul im 5. Jahrhundert v. Chr.
- Titus Quinctius Capitolinus Barbatus (Konsul 421 v. Chr.), römischer Politiker